# 大庭村 (福岡県)
大庭村（おおばむら）は、福岡県朝倉郡にあった村。現在の朝倉市の一部。

## 地理
筑後川中流右岸、筑紫平野の東部に位置していた。

## 歴史

### 沿革
- 1889年（明治22年）4月1日 - 町村制の施行により、上座郡大庭村、石成村が合併して村制施行し、大庭村が発足[1][2]。
- 1892年（明治25年）- 福成村と学校組合設立[1]。
- 1895年（明治28年）- 福成村と組合村となり役場を統合[1]。
- 1896年（明治29年）4月1日 - 郡の統合により朝倉郡に所属[1][3]。
- 1909年（明治42年）6月1日 - 朝倉郡福成村と合併し、大福村を新設して廃止された[1][2]